# Rodnowo (gromada)
Rodnowo – dawna gromada, czyli najmniejsza jednostka podziału terytorialnego Polskiej Rzeczypospolitej Ludowej w latach 1954–1972.
Gromady, z gromadzkimi radami narodowymi (GRN) jako organami władzy najniższego stopnia na wsi, funkcjonowały od reformy reorganizującej administrację wiejską przeprowadzonej jesienią 1954 do momentu ich zniesienia z dniem 1 stycznia 1973, tym samym wypierając organizację gminną w latach 1954–1972.
Gromadę Rodnowo z siedzibą GRN w Rodnowie utworzono – jako jedną z 8759 gromad na obszarze Polski – w powiecie iławeckim w woj. olsztyńskim na mocy uchwały nr 14 WRN w Olsztynie z dnia 4 października 1954. W skład jednostki weszły obszary dotychczasowych gromad Rodnowo i Kiersity ze zniesionej gminy Wojciechy oraz obszar dotychczasowej gromad Wajsnory wraz z miejscowościami Burkarty, Guntkajmy, Swalmy, Wojtkowo i Kicina z dotychczasowej gromady Burkarty ze zniesionej gminy Pieszkowo w tymże powiecie. Dla gromady ustalono 12 członków gromadzkiej rady narodowej.
1 stycznia 1959 powiat iławecki przemianowano na powiat górowski.
31 grudnia 1961, w związku ze zniesieniem powiatu górowskiego, gromada weszła w skład powiatu bartoszyckiego w tymże województwie.
Gromadę zniesiono 30 czerwca 1968, a jej obszar włączono do gromady Wojciechy w tymże powiecie.